# We the Best Forever
We the Best Forever – piąty studyjny album amerykańskiego DJ-a Khaleda. Został wydany 19 lipca 2011 roku. Pierwszym singlem promującym kompozycję był utwór "Welcome to My Hood" do którego również powstał teledysk.

## Lista utworów
Opracowano na podstawie źródła.
1. "I'm On One" (featuring Drake, Trick Daddy & Lil' Wayne)
2. "Welcome to My Hood" (featuring T-Pain, Rick Ross, Plies & Lil Wayne)
3. "Money" (featuring Young Jeezy & Ludacris)
4. "I'm Thuggin" (featuring Waka Flocka Flame & Ace Hood)
5. "It Ain't Over Til It's Over" (featuring Fabolous, Mary J. Blige & Jadakiss)
6. "Legendary" (featuring Chris Brown, Keyshia Cole & Ne-Yo)
7. "Sleep When I’m Gone" (featuring Cee-Lo Green, Game & Busta Rhymes)
8. "Can't Stop" (featuring Birdman & T-Pain)
9. "Future" (featuring Ace Hood, Meek Mill, Big Sean, Wale & Vado)
10. "My Life" (featuring Akon & B.o.B)
11. "A Million Lights" (featuring Kevin Rudolf, Tyga, Mack Maine, Jae Millz & Cory Gunz)
12. "Welcome to My Hood" (Remix) (featuring T-Pain, Ludacris, Busta Rhymes, Twista, Mavado, Birdman, Ace Hood, Fat Joe, Jadakiss, Bun B, Game & Waka Flocka Flame)